# Neil Gray

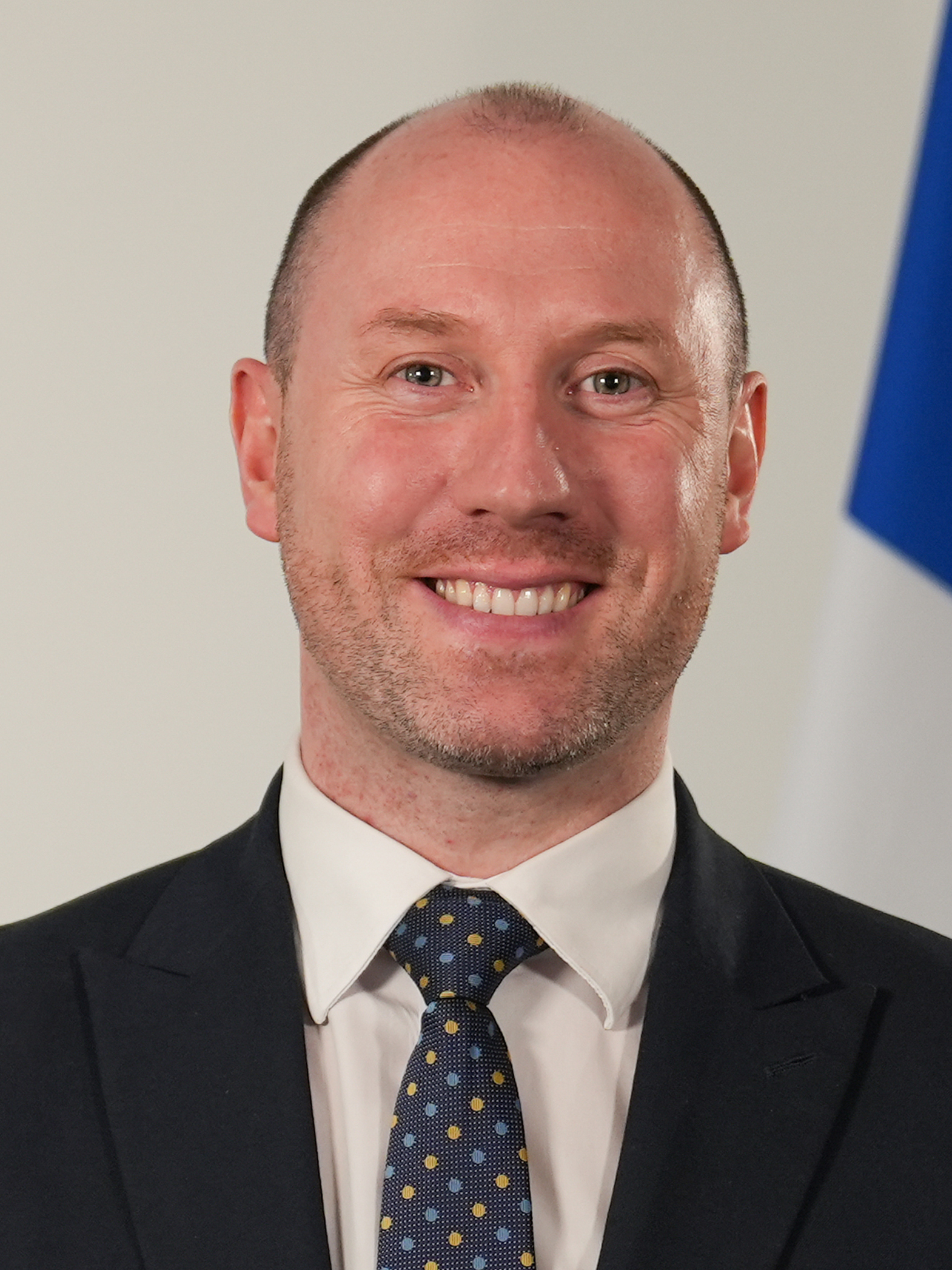
Neil Gray (2024)

Neil Gray (* 16. März 1986 auf den Orkneyinseln) ist ein schottischer Politiker der Scottish National Party (SNP).

## Leben
Gray wurde auf den Orkneyinseln geboren und wuchs dort auf. Ab 2004 studierte er Politikwissenschaften und Journalismus an der Universität Stirling. Im Anschluss war er als Journalist der BBC tätig. Gray wechselte dann in die Pressestelle der SNP im schottischen Parlament. Ab 2008 arbeitete er für den SNP-Abgeordneten Alex Neil und wurde 2011 sein Büroleiter.
Gray ist verheiratet und Vater einer Tochter.

## Politischer Werdegang
Bei den britischen Unterhauswahlen 2015 kandidierte Gray für die SNP im Wahlkreis Airdrie and Shotts. Er trat dabei gegen die Labour-Abgeordnete Pamela Nash an, welche den Wahlkreis seit 2010 im britischen Unterhaus vertrat. Nach massiven Stimmgewinnen der SNP bei diesen Wahlen erreichte Gray den höchsten Stimmenanteil und zog in der Folge erstmals in das House of Commons ein. Dort ist er Mitglied des Finanzausschusses. Bei den Unterhauswahlen 2017 verteidigte Gray trotz Stimmverlusten sein Mandat. Am 24. März 2021 legte Gray sein Mandat im britischen Unterhaus nieder, um bei der Parlamentswahl in Schottland 2021 zu kandidieren.
Am 8. Februar 2024 wurde er Nachfolger von Michael Matheson als Gesundheitsminister im Kabinett Yousaf. Er war zuvor als Minister für Fragen der Energie zuständig.